# Quezon, Bukidnon
Quezon là một đô thị hạng 1 ở tỉnh Bukidnon, Philippines. Theo điều tra dân số năm 2000 của Philipin, đô thị này có dân số 82.567 người trong 15.882 hộ.

## Các đơn vị hành chính

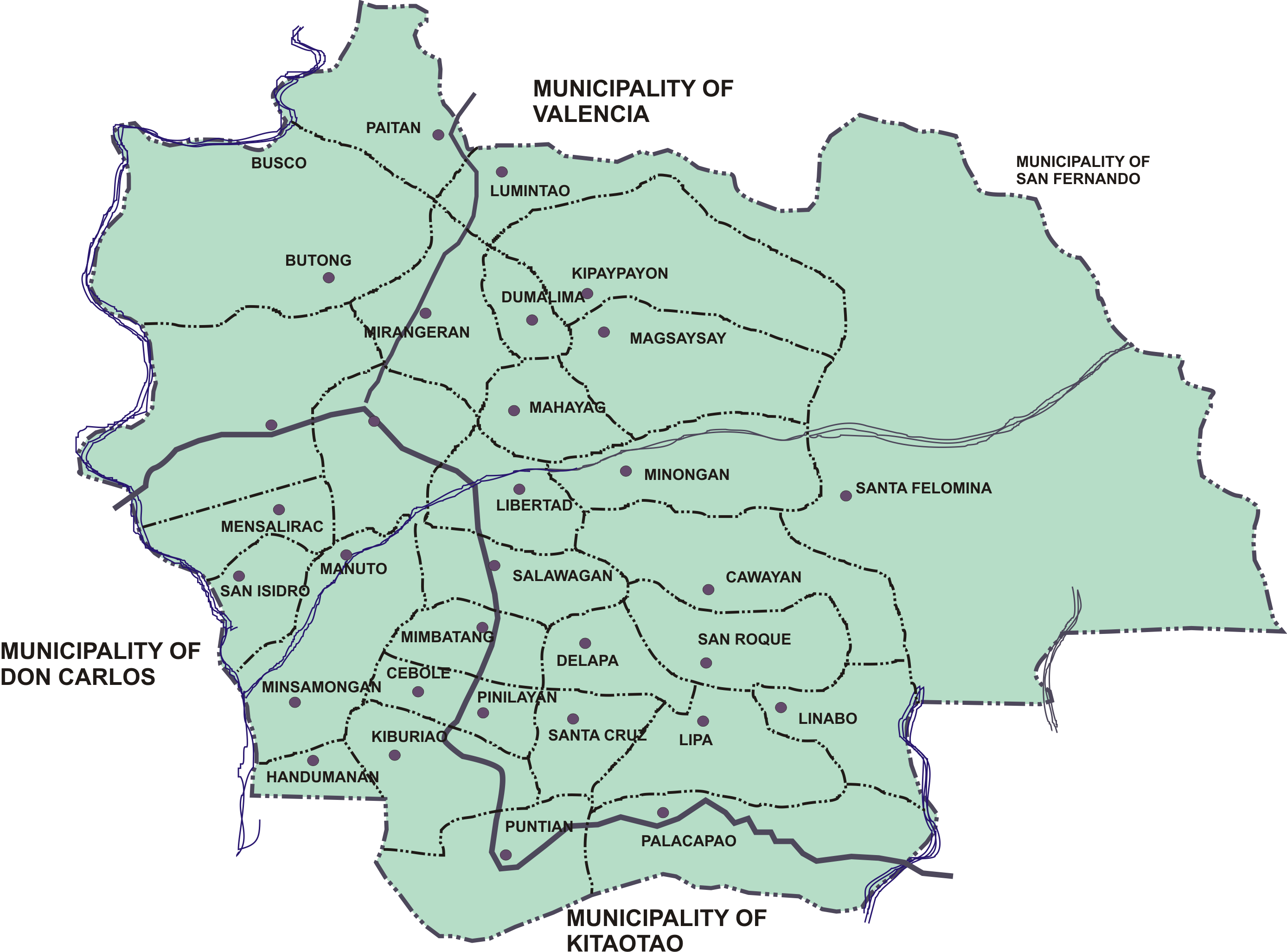
Bản đồ Quezon, Bukidnon với 31 barangay

Quezon được chia thành 31 barangay.
| - Butong - Cebole - Delapa - Dumalama - C-Handumanan - Cawayan - Kiburiao - Kipaypayon - Libertad - Linabo - Lipa | - Lumintao - Magsaysay - Mahayag - Manuto - Merangeran - Mibantang - Minongan - Minsalirac - Minsamongan - Paitan - Palacapao | - Pinilayan - Poblacion (Kiokong) - Puntian - Salawagan - San Isidro - San Jose - San Roque - Santa Cruz - Santa Filomena |